# Делиль де Саль, Жан Батист
Жан-Батист Изоар, известен под именем Делиль де Саль (между 1739 и 1741, Лион — 22 сентября 1816, Париж), — французский философ, историк и научный писатель.
В юности присоединился к нантским ораторианцам, но в 1777 году был приговорён к изгнанию за свою «Philosophie de la nature» (1769), объявленную противоречащей религии и морали, став предметом общего внимания: его посещали в тюрьме многие знаменитости, была открыта подписка в его пользу (сам Вольтер пожертвовал 500 франков), и приговор в итоге был кассирован. После этого по совету Вольтера Делиль некоторое время провёл в Берлине, а затем возвратился в Париж, где вновь занялся написанием и изданием своих работ. В 1794 году в одной из своих работ нанёс серьёзное оскорбление Конвенту, за что был посажен в тюрьму Сан-Пеланжи, откуда вышел только после переворота 9 термидора. В 1795 году получил назначение в отдел моральных и политических наук новообразованного Национального института искусств и наук. После переворота 18 фруктидора два года спустя открыто выступил в защиту своих коллег по этому учреждению, подвергшихся изгнанию. В последние годы жизни продолжал писать и заниматься собирательством книг; его библиотека к концу его жизни насчитывала более 36000 изданий.
Его главная работа «Philosophie de la nature» выдержала семь изданий, однако впоследствии (уже в XIX веке) признавалась не особенно значительной, а автора называли «le singe de Diderot». Другие известные его работы: «Essai sur la tragedie» (1774), «Histoire des hommes» (1781, 40 томов), «Ма République, auteur Platon, éditeur J. de Sales» (1791), «Histoire philosophique du monde primitif» (1793), «Philosophie du bonheur» (1796), «Mémoire en faveur dé Dieu» (1802).